# أسب مرز
أسب‌ مرز هي قرية في مقاطعة سرعين، إيران. يقدر عدد سكانها بـ 500 نسمة بحسب إحصاء 2016.